# Seine letzte Maske
Seine letzte Maske ist ein deutsches Stummfilmdrama aus dem Jahr 1916 von Richard Oswald.

## Handlung
Hofschauspieler Friedrich Daland lernt eines Tages die junge Nachwuchsmimin Mary kennen, die seine Schülerin wird, und verliebt sich in sie. Obwohl die junge Frau in ihren Kollegen Volkmer verliebt ist, heiratet sie Daland. Zwei Jahre später, während eines Auftritts von Daland in der Oper, wird ihm eine schreckliche Depesche seiner Schwiegermutter zugestellt: „Mary bei einer Segelpartie ertrunken.“ Der Künstler ist von dieser Hiobsbotschaft derart erschüttert, dass er einem schweren Nervenleiden anheimfällt und daraufhin wegen diagnostizierten Irrsinns in eine entsprechende Heilanstalt eingewiesen werden muss.
Nach Jahren als geheilt entlassen, sieht der Hofschauspieler eines Tages seine totgeglaubte Frau. Er folgt Mary und dringt heimlich in ihre Wohnung ein, wo sie seit geraumer Zeit in trauter Eintracht mit Volkmer lebt. Bald wird dem Betrogenen klar, dass er das Opfer einer niederträchtigen Intrige geworden ist. Daland sinnt auf Rache. Er lässt sich an derjenigen Spielstätte, an der Mary und Volkmer engagiert sind, heimlich als Souffleur anstellen und schüttet dem Rivalen kurz vor dessen Auftritt als Othello Schlafpulver in sein Bier. Damit fällt dieser aus, und Friedrich springt stattdessen ein. In der Tötungsszene mit Othello und Desdemona, die von Mary verkörpert wird, taucht Daland auf und erwürgt als Othello auf der Bühne seine untreue Gattin. Das Publikum applaudiert angesichts solchen Realismus frenetisch, bis man den Mord entdeckt. Daland, dem Irrsinn verfallen, wird abgeführt.

## Produktionsnotizen
Der vieraktige Film passierte im Mai 1916 die Filmzensur, erhielt Jugendverbot, und erlebte am 18. August 1916 seine Uraufführung. In Österreich-Ungarn lief Seine letzte Maske am 24. November 1916 an.

## Kritik
„Stoff, Spiel, Photos und Szenerie sehr gut, dramatisch, prima.“